# Youcef Korichi
Youcef Korichi, né à Constantine en Algérie en 1974, est un peintre français.

« C’est en peignant qu’apparaissent la facture et le sens du tableau. Je ne commence jamais bille en tête. Le point de départ est toujours la posture d’un personnage. Le reste vient au fur et à mesure, par remplissage, par tâches de couleurs. Je ne spécifie pas les visages : tout le monde, et n’importe qui, peut s’y identifier. Le vrai sujet reste la peinture. »

— Youcef Korichi, en 2007

## Le peintre et son œuvre
Après une formation aux Beaux-Arts de Paris, dans l’atelier de Jean-Michel Alberola, Youcef Korichi suit à l’université un cursus d'histoire de l’art, afin de mettre sa pratique en perspective. Il cesse alors de peindre quelque temps et se consacre uniquement au dessin.
Artiste discret, rétif aux anecdotes personnelles, Korichi communique d’abord par son travail. Il pratique aussi bien le dessin que la peinture (l’huile surtout), essentiellement dans une veine figurative. Cela n’empêche pas ses premières œuvres de se situer à la frontière de la figuration et d’une certaine forme d’abstraction, ne serait-ce que par le brouillage des formes et des sujets.
Korichi fait partie de cette génération formée par des aînés qui ont repensé les bases théoriques de la peinture dans les années 1980. Lui-même est d’abord peintre, un peintre qui croit à la peinture comme médium, à l’opposé de toute démarche conceptuelle.

## Commentaires
« C’est un artiste qui se passionne pour la représentation de la figure humaine, sujet de peintre s’il en est, et qui est convaincu que peindre sans relâche des êtres humains permet de dire des choses sur le monde qui nous entoure. »

— Marie Frétigny

« Les réserves, les empâtements, les glacis et les accidents font ressortir tel ou tel détail qui participent pleinement à l’évolution de l’œuvre. Le véritable objet semble être la recherche d’une adéquation juste entre l’écriture et le sujet traité. Il faut sans doute parler ici d’un "surgissement" à travers les confusions et les brouillages de la peinture. »

— Présentation de l'exposition à la galerie Raymond Banas

« La violence est […] plus formelle chez Cristine Guinamand, Ronan Barrot et Youcef Korichi, qui composent tous trois des scènes indéterminées, non manifestes, dont on ne peut affirmer avec précision ce qui s'y passe en raison d'un brouillage de l'image par le travail pictural ([…], cohabitation de divers styles, d'une forme d'hyperréalisme aux larges coups de brosse, pour Korichi). »

— Richard Leydier

## Expositions et collections

### Expositions personnelles
- 2019 :
  - « De Front », galerie Suzanne Tarasiève[4], Paris
- 2017 :
  - « Seuil », galerie Eva Hober, Paris
- 2015 :
  - « Traverser le miroir », galerie Eva Hober, Paris
  - « La peau des choses », Villa Saint-Cyr, Bourg-la-Reine
- 2014 :
  - « L’oubli », galerie municipale Julio-González, Arcueil
- 2013 : 
  - Galerie de L'Embarcadère[5], Montceau-les-Mines
  - « Non-lieu, non sites », galerie Suzanne Tarasiève[4], Paris
- 2011 : Romain Bernini & Youcef Korichi, galerie Suzanne Tarasiève/Loft19[4], Paris
- 2010 : « Ailleurs », Trafic galerie[6], Paris
- 2009 :
  - galerie Raymond Banas, Maison de la culture et des loisirs (M.C.L.)[7], Metz
  - « Entre-deux », Trafic galerie, Paris
- 2007 : « Maintenant ! », galerie Trafic, Ivry-sur-Seine

### Expositions collectives
- 2023 : « Immortelle. La vitalité de la jeune peinture figurative française »[8], commissariat de Numa Hambursin et Amélie Adamo, MO.CO., Montpellier

- 2014 :
  - « Prendre le temps d’un morceau d’odalisque », Aeroplastics contemporary, Bruxelles
  - « Des lucioles, carte blanche à Vincent Bizien » – Galerie Maïa Muller, Paris
  - « Voir en peinture IV », La Box, Bourges
  - « Le Musée passager : L'horizon nécessaire » / Conseil régional d'Ile-de-France – Saint-Denis ; Évry ; Mantes-la-Jolie ; Val d'Europe
  - « Jeunes feuilles », Urdla : Délégation parisienne du Grand Lyon, Paris
- 2013 :
  - « Cruel sporting », Urdla, Villeurbanne
  - « Friends & Family », galerie Eva Hober, Paris
  - « Young International Painters », YIA, Paris
  - « Venez voir mes estampes curieuses », Urdla, Villeurbanne
  - « La belle peinture est derrière nous », palais Pisztory, Bratislava (Slovaquie)
  - Art Brussels, galerie Suzanne Tarasiève, Bruxelles
  - « Cœurs vaillants : une proposition de Damien Cadio », galerie Eva Hober, Paris
- 2012 : « La belle peinture est derrière nous», Le Lieu unique[9], Nantes, puis Maribor (Slovénie)
- 2011 :
  - Art Brussels, galerie Suzanne Tarasiève, Bruxelles
  - « La belle peinture est derrière nous », Centre d'art de Cankaya, Ankara (Turquie)
- 2010 :
  - « La belle peinture est derrière nous », Sanat Limani-Antrepot 5, Istanbul (Turquie)
  - Yeosu International Art Festival, Yeosu (Corée)
  - « Voilà l'été », Trafic galerie, Paris
  - « L'œil à l'état sauvage : les délirants de la création », crypte de l'église Sainte-Eugénie de Biarritz
  - « Art on paper », White hôtel, Bruxelles, Trafic galerie
  - « Collection 3, peinture et dessin », fondation Salomon[10], Alex (Haute-Savoie)
- 2009 :
  - Slick 09, Centquatre, Paris, Trafic galerie
  - « J'écris ton nom Liberté[11] », Trafic galerie, Paris
- 2008 :
  - Slick 08, Centquatre, Paris, Trafic galerie
  - Salon du dessin, Trafic galerie, Paris
  - « Pas sage », Trafic galerie, Paris
- 2007 : 
  - St’art, 12e foire européenne d’art contemporain de Strasbourg
  - Slick 02, La Bellevilloise, Paris
- 2006 :
  - St’art, 11e foire européenne d’art contemporain de Strasbourg
  - Novembre à Vitry, Vitry-sur-Seine
  - Slick 01, La Bellevilloise, Paris
  - « Tout va bien », galerie Trafic, Ivry-sur-Seine
  - 51e Salon d'art contemporain de Montrouge

### Collections
Youcef Korichi figure dans les collections du Centre national des arts plastiques (Cnap, 2013), et au sein de plusieurs grandes collections privées, notamment au centre d'art contemporain de l'abbaye d'Auberive (collection Volot, 2007) et à la Fondation Salomon (2010).

### Presse
- Art in America, reviews, may 2013
- KH Article, overseas_france Ⅱ 유세프 코리시, 익명의 초상화 / 이혜정, n° 20, mars 2013
- Cassandre/Horschamp, n° 92, hiver 2012-2013
- Artension, septembre-octobre 2010
- Art press, n° 325, juin 2006 ; n° 372, novembre 2010 ; n° 374, janvier 2011 ; n° 398, mars 2013
- Art press 2, n° 23, novembre 2011
- Azart, hors-série n° 11, mars 2008 ; n° 31, mars-avril 2008
- Code d'accès, hiver 2008
- Supplément au Journal des Arts, n° 269, novembre 2007
- Le Monde, 11-12 septembre 2011
- L'Œil, n° 645, avril 2012
- Qantara, janvier 2009
- Télérama, n° 2986, avril 2007